# Menza (fiume)
La Menza (in russo Менза́?; o Минжийн-Гол, Minžijn-Gol) è un affluente sinistro del fiume Čikoj (bacino idrografico della Selenga). Scorre nelle Provincie del Tôv, del Sėlėngė e del Hėntij, in Mongolia, e nel Krasnočikojskij rajon del Territorio della Transbajkalia, in Russia.
Il fiume ha origine sul versante settentrionale della catena Baga-Hėntėj. La lunghezza del fiume è di 337 km, l'area del bacino è di 13 800 km². La copertura di ghiaccio di solito si deposita sul fiume a metà novembre e si rompe alla fine di aprile. La durata del congelamento è di 145-180 giorni. Lo spessore del ghiaccio raggiunge i 130 cm in inverno. Tra i suoi maggiori affluenti il Burkal e il Menžiken, ambedue provenienti dalla destra idrografica.